# نجع الشيخ علي (قنا)
قرية نجع الشيخ على هي إحدى القرى التابعة لمركز دشنا في محافظة قنا في جمهورية مصر العربية. حسب إحصاءات سنة 2006، بلغ إجمالي السكان في نجع الشيخ على 12004 نسمة، منهم 5821 رجل و6183 امرأة.